# Ethornell
Ethornell（エトーネル）は、株式会社ブリコが開発している汎用ゲームエンジンである。正式名称は「Buriko General Interpreter」。動作環境はWindows。以前はDarios Sawmが個人で開発をしていた。

## Ethornellが使用されている作品（50音順）
- 穢翼のユースティア（オーガスト）
- 蒼の彼方のフォーリズム（Sprite）
- あにまる☆ぱにっく（QUINCE SOFT）
- あの街の恋の詩（P-Factory）
- あまいろショコラータ（きゃべつそふと）
- あまいろショコラータ２（きゃべつそふと）
- あまいろショコラータ３（きゃべつそふと）
- アメイジング・グレイス -What color is your attribute?- (きゃべつそふと)
- 甘い刻 - Sweet Time -（P-factory）
- アルカナ・アルケミア（Lump of Sugar）
- いつか、届く、あの空に。（Lump of Sugar）
- いますぐお兄ちゃんに妹だっていいたい!（fairys）
- H2O -FOOTPRINTS IN THE SAND-（枕）
- H2O √after and another Complete Story Edition（枕）
- 映研企画（るんるんそふと）
- エーデルワイス 詠伝ファンタジア（OVERDRIVE）
- 学☆王 -THE ROYAL SEVEN STARS-（Lump of Sugar）
- 学☆王 -It's Heartful Days-（Lump of Sugar）
- キラ☆キラ（OVERDRIVE）
- キラ☆キラ カーテンコール（OVERDRIVE）
- 銀行淫（SPEED）
- クオリアフォーダンス（Shelf）
- グリーングリーン OVERDRIVE EDITION（OVERDRIVE）
- こいとれ 〜REN-AI TRAINING〜（銀時計）
- Go! Go! Nippon! 〜My First Trip to Japan〜（MangaGamer）
- こすちゅーむ☆ぷれいやー（Art）
- コトバの消えた日 〜心まで裸にする純愛調教〜（ぷちけろ）
- ゴニン!?（Studio邪恋）
- さよらなエトランジュ（CLOVER）
- サクラノ詩 -櫻の森の上を舞う-（枕）
- ジュエリー・ナイツ・アルカディア -The ends of the world-（きゃべつそふと）
- ジュエリー・ハーツ・アカデミア -We will wing wonder world-（きゃべつそふと）
- しゅぷれ〜むキャンディ 〜王道には王道たる理由があるんです!〜（枕）
- 素晴らしき日々 〜不連続存在〜（ケロQ）
- 世界征服彼女（Navel）
- 世界と世界の真ん中で（Lump of Sugar）
- 接触洗脳倶楽部（すたじおちゃれん）
- 千の刃濤、桃花染の皇姫（オーガスト）
- 操心術0（Studio邪恋）
- 大図書館の羊飼い（オーガスト）
- 大図書館の羊飼い〜放課後しっぽデイズ〜（オーガスト）
- 大図書館の羊飼い -Dreaming Sheep-（オーガスト）
- ダイヤミック・デイズ（Lump of Sugar）
- タユタマ -Kiss on my Deity-（Lump of Sugar）
- タユタマ -it's happy days-（Lump of Sugar）
- タユタマ2 -you're the only one-（Lump of Sugar）
- タユタマ２ -After Stories-（Lump of Sugar）
- 超時空爆恋物語〜door☆pi☆chu〜（PrimRose）
- 超電激ストライカー（OVERDRIVE）
- DEARDROPS（OVERDRIVE）
- d2b vs DEARDROPS - Cross the Future -（OVERDRIVE）
- ている・ている（CLOVER）
- 電激ストライカー（OVERDRIVE）
- トロピカルVACATION（Twinkle）
- Nursery Rhyme -ナーサリィ☆ライム-（Lump of Sugar）
- ねこツク、さくら。（Lump of Sugar）
- ネブ*プラス（Navel）
- Butlers（Tiaramode）
- 花色ヘプタグラム（Lump of Sugar）
- 遥か碧の花嫁に（Lump of Sugar）
- Hello,good-bye（Lump of Sugar）
- 向日葵の教会と長い夏休み（枕）
- 氷堂伊吹 〜完璧伊吹会長が拘束ドM!?な理由〜（Grand Cru noir）
- FORTUNE ARTERIAL（オーガスト）
- ピュア×コネクト（SMEE）
- ぶぢゅるぶちゅる!!　〜ふわとろ名器のおもてなし〜（Grand Cru bourgeois）
- Brothers（Tiaramode）
- プラチナウィンド（CLOVER）
- PrismRhythm -プリズムリズム-（Lump of Sugar）
- Purism×Egoist（ZIP）
- ぶるぶる（Grand Cru bourgeois）
- フレラバ 〜Friend to Lover〜（SMEE）
- フローライトメモリーズ〜いつかきっと、約束の場所で〜（Rabbit）
- Heaven's Cage（Art）
- ベロレロレーロレ 〜飴になった幼馴染の汁ってこんなに甘いのか!!〜（Grand Cru bourgeois）
- 放課後催眠倶楽部（すたじおちゃれん）
- 放課後催眠倶楽部2（すたじおちゃれん）
- 僕が天使になった理由（OVERDRIVE）
- Magical Charming!（Lump of Sugar）
- まどひ白きの神隠し（Lump of Sugar）
- まんきつ!〜コミックカフェへようこそ〜（るんるんそふと）
- Making*Lovers（SMEE）
- MeltyMoment -メルティモーメント-（HOOKSOFT）
- メンヘラ歩理のヤまないおねだり 〜ヘッドホンははずせない〜（Grand Cru bourgeois）
- ゆまほろめ 時を停めた館で明日を探す迷子たち（Lump of Sugar）
- 夜明け前より瑠璃色な（オーガスト）
- 夜明け前より瑠璃色な-Moonlight Cradle-（オーガスト）
- 縁りて此の葉は紅に（Lump of Sugar）
- リトルプリンセスGO!（QUINCE SOFT）
- Love×Evolution（evee）
- Lamb（ORBIT-CACTUS）
- Red List Girls. -Andean Flamingo-（7th;MINT）
- Royals（Tiaramode）
- World Wide Love! 世界征服彼女ファンディスク（Navel）
- 若葉色のカルテット（Lump of Sugar）